# Romilly-la-Puthenaye
Romilly-la-Puthenaye ist eine französische Gemeinde mit 329 Einwohnern (Stand: 1. Januar 2022) im Département Eure in der Region Normandie (vor 2016 Haute-Normandie). Sie gehört zum Arrondissement Bernay und zum Kanton Brionne. Die Einwohner werden Romillons genannt.

## Geographie
Romilly-la-Puthenaye liegt etwa 27 Kilometer westlich von Évreux an der Risle, die die Gemeinde im Westen begrenzt. Umgeben wird Romilly-la-Puthenaye von den Nachbargemeinden Grosley-sur-Risle im Nordwesten und Norden, Barquet im Norden und Nordosten, Berville-la-Campagne im Osten, Collandres-Quincarnon im Südosten und Süden, Sébécourt im Süden und Südwesten sowie La Houssaye im Westen.

## Bevölkerungsentwicklung
| Jahr                       | 1962 | 1968 | 1975 | 1982 | 1990 | 1999 | 2006 | 2019 |
| Einwohner                  | 274  | 317  | 315  | 312  | 310  | 262  | 292  | 317  |
| Quellen: Cassini und INSEE |      |      |      |      |      |      |      |      |

## Sehenswürdigkeiten
- Kirche Saint-Pierre aus dem 16. Jahrhundert, zunächst zerstört, dann wieder errichtet; am 17. April 2021 durch einen Brand zerstört.[1][2]
- Kirche Saint-Aubin aus dem 16. Jahrhundert.
- Pfarrhaus aus dem 18. Jahrhundert
- Burg aus dem 12. Jahrhundert
- Schloss La Charbonnière aus dem 17. Jahrhundert
- Mühle von Bougy aus dem 16. Jahrhundert
- Herrenhaus aus dem 16. Jahrhundert in La Puthenaye
- Herrenhaus  aus dem 17. Jahrhundert

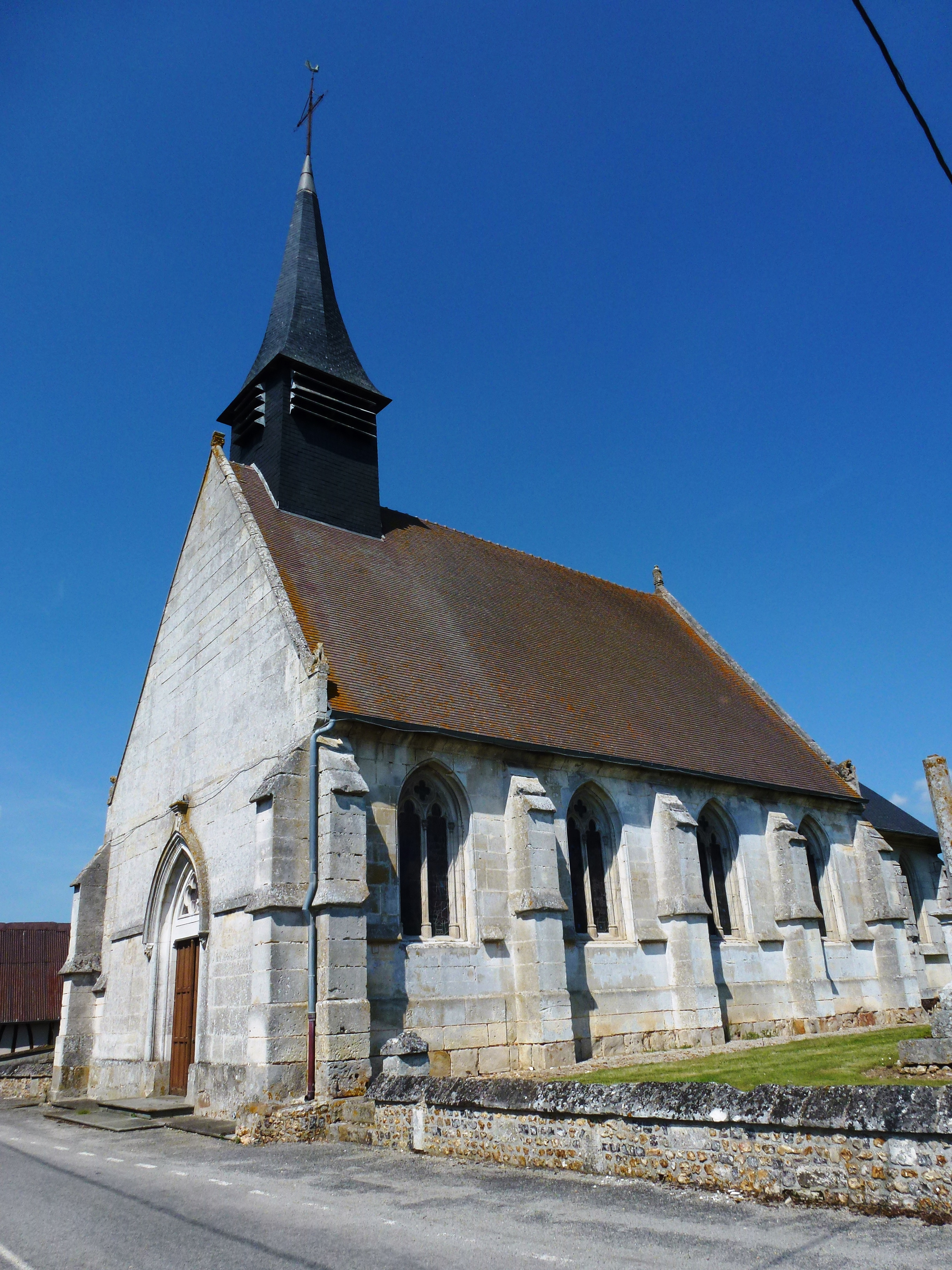
Kirche Saint-Pierre
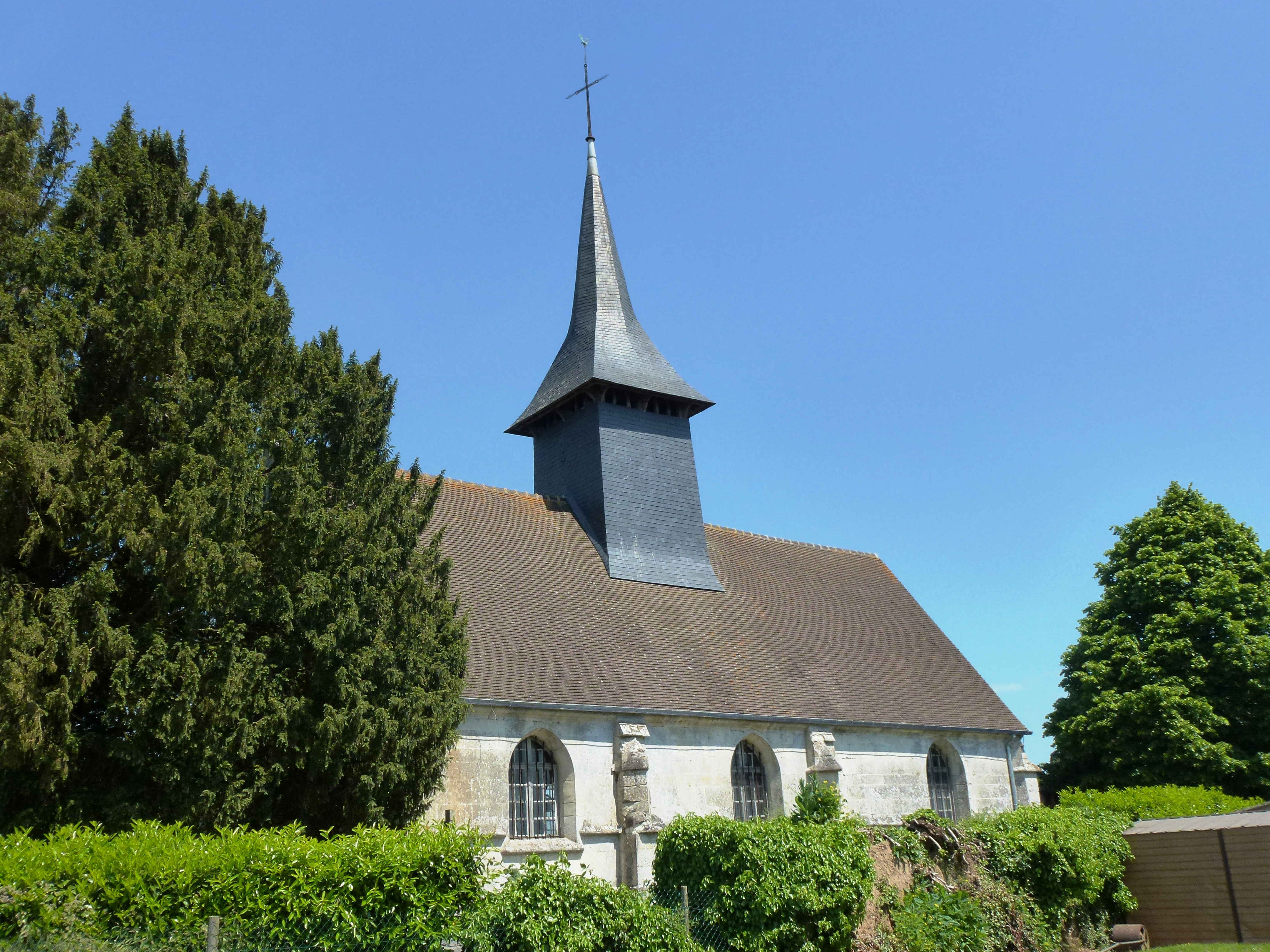
Kirche Saint-Aubin